# Michaël Denard
Michaël Denard (Dresde, 5 de noviembre de 1944-París, 17 de febrero de 2023) fue un bailarín "etoile" francés.

## Biografía
Nacido en Dresde, de madre alemana y padre francés. Empezó a bailar tarde, en Tarbes, con Marie Garcia y luego con Yvette Le Rohellec.
En 1963, se incorporó al cuerpo de baile del Capitole de Toulouse, y en 1964, durante una temporada, al de la Ópera de Nancy. Va a París, donde recibe clases de Solange Golovine. Su primera aparición en París tuvo lugar en 1965, con los Ballets Europeos de Lorca Massine. En 1966, Pierre Lacotte lo invitó a las Jeunesses musicales de France donde bailó por primera vez con Ghislaine Thesmar, quien se convertiría en su compañera de baile (Combat de Tancrède y Clorinde en el Festival d'Aix). A fines de 1966 ingresó por audición como cuerpo de baile en el ballet de la Ópera de París. Rápidamente ascendió de rango: coryphée en abril de 1967, Solista en marzo de 1968, Primer bailarín en marzo de 1969, y "etoile" en 1971. Uno de los bailarines emblemáticos de la década 1970-80, actuó en el American Ballet Theatre, Bolshoi, Kirov, Teatro Colón con partenaires como Ghislaine Thesmar —-como James en la reconstrucción del ballet de Filippo Taglioni a cargo de Pierre Lacotte, La Sylphide— Natalia Bessmertnova, Cynthia Gregory, Ekaterina Maximova, Natalia Makarova y Sylvie Guillem.
El 15 de julio de 1971 se enteró de su nominación como bailarín estrella en Nueva York, donde fue invitado por el American Ballet Theatre para su temporada de verano. El mismo año, recibió el Premio Nijinsky.
En 1979 Maurice Béjart coreografía para el, El pájaro de fuego y bailó obras de Jerome Robbins, Merce Cunningham, Patrice Bart, Roland Petit y Alvin Ailey.
Entre 1993-96 dirigió el ballet de la Staatsoper Unter den Linden de Berlín.
En la película La Rumba (1987) apareció como Fred Astaire.
Fue profesor y maestro de baile de la Opera parisina y, luego de su retiro, apareció en roles de carácter esporádicamente, como en La dama de las camelias de John Neumeier como Monsieur Duval.
Fue condecorado con la Legión de Honor.
Recibió el Premio Benois de la Danse en 1996

## Biografías
- Michaël Denard, l'interprète et la création (Claudine Guerrier, Ed. Chiron)
- Michaël Denard (Sylvia Chaban)
- Michael Denard danse l'Oiseau de feu : ballet de Maurice Bejart , Paris .